# 芹沢まりな
芹沢 まりな（せりざわ まりな、1996年〈平成8年〉10月12日 - ）は、日本のタレント、グラビアアイドル、レースクイーン、ラウンドガール。千葉県出身。株式会社R・I・P所属。愛称はせりちゃん。

## 略歴・人物
大学生時代から「原満莉菜」（はら まりな）の芸名でグラビアアイドルとして活動。2019年に芸名を芹沢まりなに改め、SUPER GT GT500クラス「ZENT sweeties」としてレースクイーンデビュー。
2020年はレースクイーン活動を休止する一方でK-1 KHAOS GIRLSとしてラウンドガールデビュー。
趣味はサウナ、キックボクシング。特技は激辛料理を食べること、一発芸。好きなキャラクターはクレヨンしんちゃん。好きな食べ物は梅干し。チャームポイントはエクボ。兄が1人いる。
2020年9月1日より、株式会社R・I・Pに所属する事をSNSで発表した。
2023年10月、週刊プレイボーイ創刊57周年企画「NIPPONグラドル57人」にグラビアニュージェネレーションの1人として掲載。

## 活動

### テレビ
- BSフジ「ぐるっと札幌！女子2人で行く食べまくり！グルメ旅」（金山睦と共演）
- 鎧美女 ＃58（2019年9月11日〈10日深夜〉、フジテレビONE）- 甲冑：大谷吉継
- 中京テレビ「100TAINER」

### ウェブ配信
- チャンスの時間 #129（2021年3月31日、ABEMA）[9]
- ABEMA BOATRACE SPACE『クロちゃんとクルーちゃん2nd』（2023年4月7日 - 2024年3月29日、ABEMA）
- ABEMA BOATRACE COLORS『クロクルパレット』（2024年4月5日 - 、ABEMA）

### 雑誌
- 三栄「GOLF TODAY」GTバーディーズ（2019年 - ）[10][動画 2]
- 集英社「週刊プレイボーイ」掲載
- 楽楽出版「EX MAX」掲載
- 小学館「週刊ポスト」掲載
- FR2（ファッキンラビッツ）おっぱいメニュー掲載

### レースクイーン
- 2019年 SUPER GT GT500クラス「ZENT sweeties」[動画 1]

### ラウンドガール
| 年     | 大会名 | ユニット名  | 他メンバー                                               |
| ------ | ------ | ----------- | -------------------------------------------------------- |
| 2020年 | KHAOS  | KHAOS GIRLS | 藤井マリー、水瀬琴音                                     |
| 2021年 | Krush  | Krush GIRLS | キャシー凛、犬嶋英沙、チャナナ沙梨奈、小林愛梨、石田みか |
| 2022年 | Krush  | Krush GIRLS | 犬嶋英沙、北川美麗、中村恵季花、名取くるみ、日向のん     |

### ラジオ
- 渋谷クロスFM「Pig☆Night」出演（2020.3.4）

### ウェブテレビ
- クロちゃんとクルーちゃん 2nd（2023年4月7日 ‐ 、Abema）ボートレースガールズ

### イベント
- MEGAドン・キホーテ渋谷本店 サントリーキャンペーンガール
- 戸田ボートレーストークショー（ゲスト出演）

### ゲーム
- 成り上がり～華と武の戦国（2022年12月1日、YooZoo）‐ 静御前 役[11]

## 作品

### イメージDVD
- 十代最後のハラハラドキドキ（2016年8月26日、グラッソ）- 原満莉菜名義[1]
- First Stage…ここから（2020年4月23日、イーネット・フロンティア）[12][13]
- お願いセリちゃん（2022年1月21日、竹書房）[14][15]
- おはよう！ High Leg Gal（2024年4月23日、エアーコントロール）[16][17]
- 甘くて柔らかい（2024年12月20日、竹書房）[18][19]

### 動画
1. 1 2  矢沢隆則＃080【レースクイーン】ZENT sweeties 2019コスチューム発表会 - YouTube（2019年4月6日）2020年6月15日閲覧。
2. 1 2  GTバーディーズ「芹沢まりな」 - YouTube（2019年7月1日）2020年6月15日閲覧。